# Hochzeiger
Hochzeiger är ett berg i Österrike.   Det ligger i distriktet Imst och förbundslandet Tyrolen, i den västra delen av landet, 400 km väster om huvudstaden Wien. Toppen på Hochzeiger är 2 560 meter över havet.
Terrängen runt Hochzeiger är huvudsakligen mycket bergig. Närmaste större samhälle är Imst, 11,5 km norr om Hochzeiger. 
Trakten runt Hochzeiger består i huvudsak av gräsmarker. Runt Hochzeiger är det ganska glesbefolkat, med 35 invånare per kvadratkilometer.